# مارک مک‌موریس
مارک مک‌موریس (انگلیسی: Mark McMorris؛ زادهٔ ۹ دسامبر ۱۹۹۳) اسنوبردسوار اهل کانادا است.
وی در مسابقات کشوری و بین‌المللی در مجموع برندهٔ ۹ مدال طلا، ۱۱ مدال نقره، ۵ مدال برنز شده‌است. او موفق شد مدال برنز بازیهای المپیک زمستانی ۲۰۱۴ را کسب کند.